# Delong
Delong (kinesiska: 德隆乡, 德隆) är en socken i Kina. Den ligger i den autonoma regionen Guangxi, i den södra delen av landet, omkring 260 kilometer väster om regionhuvudstaden Nanning. Antalet invånare är 14018. Befolkningen består av 6 793 kvinnor och 7 225 män. Barn under 15 år utgör 23,0 %, vuxna 15-64 år 65 %, och äldre över 65 år 11,0 %.
Genomsnittlig årsnederbörd är 1 723 millimeter. Den regnigaste månaden är juni, med i genomsnitt 333 mm nederbörd, och den torraste är februari, med 15 mm nederbörd.